# بيري بوتكن الابن
بيري بوتكن الابن (بالإنجليزية: Perry Botkin, Jr.)‏ هو كاتب أغاني وملحن أمريكي، ولد في 16 أبريل 1933 في نيويورك في الولايات المتحدة.

## وصلات خارجية
- بيري بوتكن الابن على موقع IMDb (الإنجليزية)
- بيري بوتكن الابن على موقع ميوزك برينز (الإنجليزية)
- بيري بوتكن الابن على موقع قاعدة بيانات برودواي على الإنترنت (الإنجليزية)
- بيري بوتكن الابن على موقع أول ميوزيك (الإنجليزية)
- بيري بوتكن الابن على موقع ديسكوغز (الإنجليزية)
- بيري بوتكن الابن على موقع قاعدة بيانات الفيلم (الإنجليزية)